# Hyperdidelphys
Hyperdidelphys és un gènere extint de metateris didelfimorfs de la família dels didèlfids. Els seus fòssils, datats entre el Miocè superior i el Pliocè superior, procedeixen del centre i nord-est de l'Argentina.